# مارک کیرشنر
مارک کیرشنر (به آلمانی: Mark Kirchner) ورزشکار مرد رشتهٔ بیاتلون اهل کشور آلمان است. وی در بین سال‌های ‎۱۹۹۲ تا ۱۹۹۴ میلادی در مسابقات بازی‌های المپیک زمستانی در مجموع ۴ مدال، شامل ۳ مدال طلا و ۱ نقره را کسب کرد.